# Bebalem
 Bebalem è un comune del Ciad situato nel dipartimento di Ngourkosso, provincia del Logone Occidentale.